# 友澤貴気
友澤 貴気（ともざわ たかき、1993年3月6日 - ）は、神奈川県出身のサッカー選手。ポジションはミッドフィールダー（MF)。
兄の剛気とは今現在スペリオーレFCで一緒にプレーをしている。

## 来歴
武相高等学校から順天堂大学に進学した。しかし2015年春卒業時では無所属だった。2015年7月に横浜スポーツ&カルチャークラブに加入したが、2016年のシーズンをもって退団し、現役を引退。2017年に品川CC横浜にて現役復帰。2020年からはYokohama Hardysでプレーをしている。
2022年スペリオーレFCを立ち上げ。運営会社株式会社キックオフの代表取締役に就任。

## 所属クラブ
- 藤塚キッカーズ
- 公田SC
- 横浜市立橘中学校
- 武相高等学校
- 順天堂大学
- 2015年7月 - 2016年  横浜スポーツ&カルチャークラブ
- 2017年 - 2019年  品川CC横浜
- 2020年 -  Yokohama Hardys
- 2022年 スペリオーレFC

## 個人成績
| 国内大会個人成績 | 国内大会個人成績 | 国内大会個人成績 | 国内大会個人成績 | 国内大会個人成績 | 国内大会個人成績 | 国内大会個人成績 | 国内大会個人成績 | 国内大会個人成績 | 国内大会個人成績 | 国内大会個人成績 | 国内大会個人成績 |
| 年度             | クラブ           | 背番号           | リーグ           | リーグ戦         | リーグ戦         | リーグ杯         | リーグ杯         | オープン杯       | オープン杯       | 期間通算         | 期間通算         |
| 年度             | クラブ           | 背番号           | リーグ           | 出場             | 得点             | 出場             | 得点             | 出場             | 得点             | 出場             | 得点             |
| 日本             | 日本             | 日本             | 日本             | リーグ戦         | リーグ戦         | リーグ杯         | リーグ杯         | 天皇杯           | 天皇杯           | 期間通算         | 期間通算         |
| ---------------- | ---------------- | ---------------- | ---------------- | ---------------- | ---------------- | ---------------- | ---------------- | ---------------- | ---------------- | ---------------- | ---------------- |
| 2015             | YS横浜           | 29               | J3               | 13               | 1                | -                | -                | -                | -                | 13               | 1                |
| 2016             | YS横浜           | 29               | J3               | 12               | 0                | -                | -                | -                | -                | 12               | 0                |
| 2017             | 品川CC横浜       | 33               | 神奈川県1部      |                  |                  | -                | -                | -                | -                |                  |                  |
| 通算             | 日本             | 日本             | J3               | 25               | 1                | -                | -                | -                | -                | 25               | 1                |
| 通算             | 日本             | 日本             | 神奈川県1部      |                  |                  | -                | -                | -                | -                |                  |                  |
| 総通算           | 総通算           | 総通算           | 総通算           | 25               | 1                | 0                | 0                | 0                | 0                | 25               | 1                |

- Jリーグ初出場 - 2015年7月19日 J3第21節 AC長野パルセイロ戦 (南長野)
- Jリーグ初得点 - 2015年7月26日 J3第22節 グルージャ盛岡戦 (盛岡南)